# Arques (Aveyron)
Arques é uma comuna francesa na região administrativa de Occitânia, no departamento de Aveyron. Estende-se por uma área de 11,29 km². Em 2010 a comuna tinha 146 habitantes (densidade: 12,9 hab./km²).